# Frank Messervy

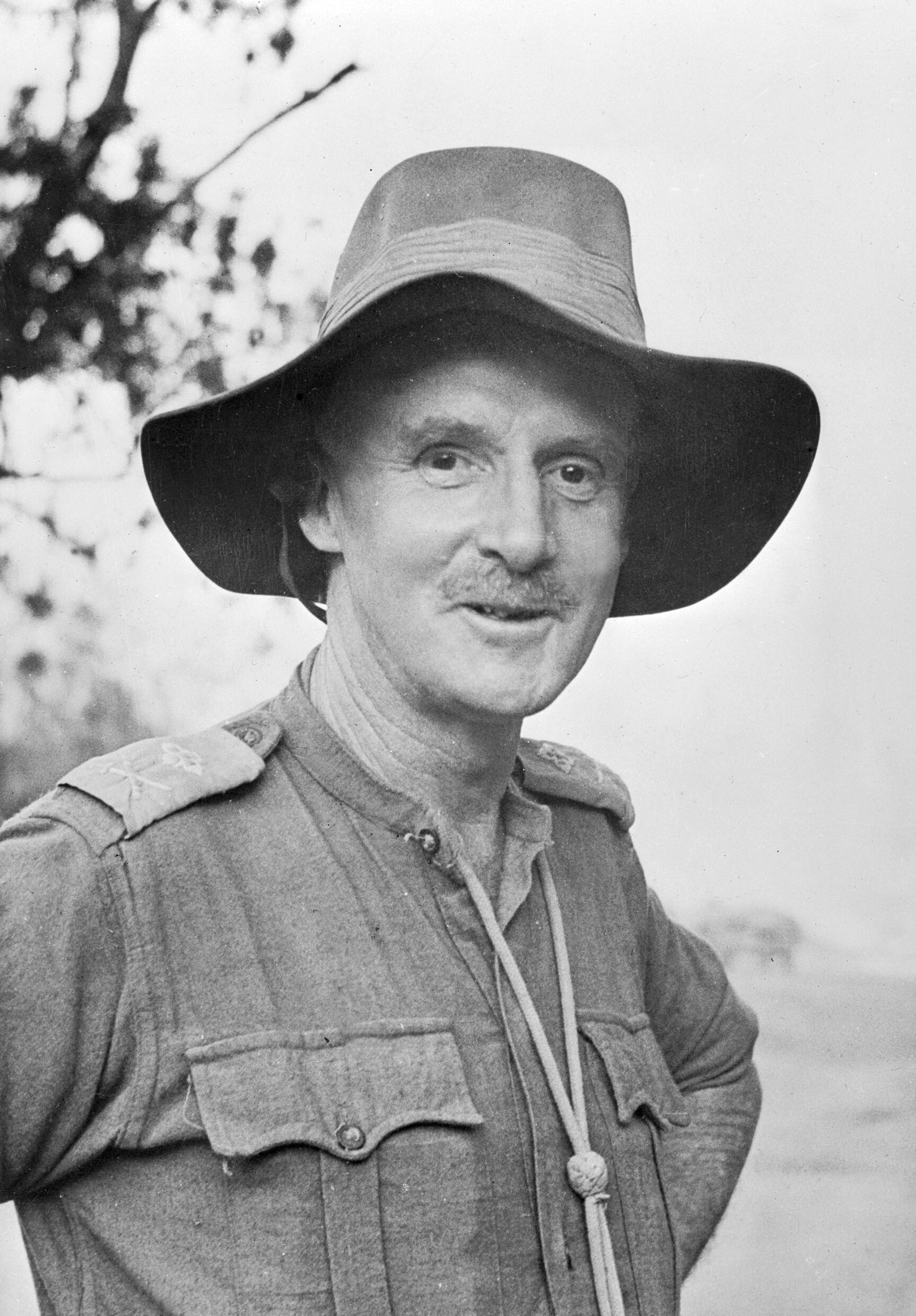
Frank Messervy

Frank Walter Messervy (Trinidad, 9 december 1893 – Heyshott, 2 februari 1974) was een officier van het Brits-Indische leger tijdens zowel de Eerste Wereldoorlog als de Tweede Wereldoorlog.

## Biografie

### Voor de Tweede Wereldoorlog
Messervy werd in 1893 geboren op het Caribische eiland Trinidad. In 1913 werd hij toegevoegd aan het Brits-Indische leger en werd in 1914 toegevoegd aan de 9e Hodson’s Horse. Hij vocht tijdens de Eerste Wereldoorlog in Frankrijk, Palestina en Syrië. In 1919 diende hij in Koerdistan. Messervy was tussen 1932 en 1936 instructeur aan de Command and Staff College in Quetta. Hij was tussen 1938 en 1939 commandant van de 13e Duke of Connaught’s Own Lancers in Brits-Indië.  

### Tweede Wereldoorlog
In september 1939 werd Messervy bevorderd tot kolonel en werd General Staff Officer Grade 1 van de Indische 5e Infanteriedivisie. In het midden van 1940 werd hij naar Soedan gezonden en werd benoemd tot bevelhebber van de Gazelle Force. Hij was met de Gazelle Force betrokken bij de Campagne in Oost-Afrika. 
In maart 1941 werd Messervy  bevorderd tot tijdelijke brigadier en tot bevelhebber van de 9e Infanteriebrigade, Indische 5e Infanteriedivisie. Messervy werd benoemd in april 1941 benoemd tot bevelhebber van de Indische 4e Infanteriedivisie . De Indische 4e Infanteriedivisie werd overgeplaatst naar Noord-Afrika en nam daar deel aan Operatie Battleaxe (juni 1941) en Operatie Crusader (november 1941). 
In januari 1942 werd Messervy benoemd tot bevelhebber van de 1e Pantserdivisie als vervanger van de gewonde Herbert Lumsden. In maart 1942 keerde Lumsden terug en werd Messervy benoemd tot bevelhebber van de 7e Pantserdivisie. Tijdens de Slag bij Gazala werd Messervy gevangengenomen door de Duitsers, maar wist door bluf de Duitsers te overtuigen dat hij een ordonnans was. Hij ontsnapte de volgende dag nog. 
Messervy werd in juni 1942 ontslagen als bevelhebber van de 7e Pantserdivisie en werd daarna benoemd tot plaatsvervangend chef van de generale staf van het Midden-Oosten Commando. Een paar maanden later werd hij benoemd tot bevelhebber van de Indische 43e Panterdivisie. In april 1943 werd de pantserdivisie alweer ontbonden.  
In juli 1943 werd Messervy benoemd tot bevelhebber van de Indische 7e Infanteriedivisie. In september 1943 werd de 7e Infanteriedivisie naar Arakan in Birma gezonden om zich bij het 15e Legerkorps te voegen. In februari 1944 lanceerde de Japanners een offensief. De 7e Divisie was betrokken bij de Slag om Imphal en de Slag om Kohima. In december 1944 werd Messervy benoemd tot bevelhebber van het Indische 4e Legerkorps. Hij was tussen februari en april 1945 betrokken bij het slotoffensief in Birma. Na de Japanse capitulatie werd Messervy bevelhebber van de Malaya Command.

### Na de Tweede Wereldoorlog
Tussen 1946 en 1947 was Messervy bevelhebber van het Noordelijke Commando in India. Na de deling van Brits-Indië werd Messervy benoemd tot opperbevelhebber van het Pakistaanse leger. In 1948 ging hij met pensioen en werd toen ook bevorderd tot generaal.

## Decoraties
- Lid in de Orde van het Bad
- Ridder Commandeur in de Orde van het Britse Rijk
- Ridder Commandeur in de Orde van de Ster van Indië
- Orde van Voorname Dienst met gesp